# Ho una galassia nell'armadio
Ho una galassia nell'armadio è il secondo album in studio del cantautore italiano Nicolò Carnesi, pubblicato nel 2014.

## Tracce
1. Ho una galassia nell'armadio
2. Il disegno
3. L'ultima fermata
4. La grande fuga di Alberto
5. Numeri
6. Proverbiale
7. Cassandra
8. Illuminati
9. Gli eroi non escono il sabato
10. La rotazione